# Корень многочлена

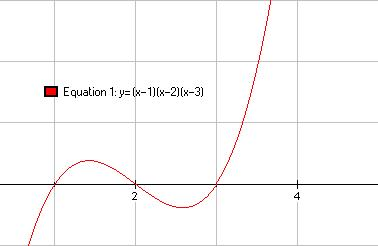
Из графика многочлена видно, что у него три корня: 1, 2 и 3.

Корень многочлена (не равного тождественно нулю)
{\displaystyle a_{0}+a_{1}x+\dots +a_{n}x^{n}}
над полем {\displaystyle K} — это элемент {\displaystyle c\in K} (либо элемент расширения поля {\displaystyle K}) такой, что выполняются два следующих равносильных условия:
- данный многочлен делится на многочлен {\displaystyle x-c};
- подстановка элемента {\displaystyle c} вместо {\displaystyle x} обращает уравнение

{\displaystyle a_{0}+a_{1}x+\dots +a_{n}x^{n}=0}
в тождество, то есть значение многочлена становится равным нулю.
Равносильность двух формулировок следует из теоремы Безу. В различных источниках любая одна из двух формулировок выбирается в качестве определения, а другая выводится в качестве теоремы.
Говорят, что корень {\displaystyle c} имеет кратность {\displaystyle m},  если рассматриваемый многочлен делится на {\displaystyle (x-c)^{m}} и не делится на {\displaystyle (x-c)^{m+1}.} Например, многочлен {\displaystyle x^{2}-2x+1} имеет единственный корень, равный {\displaystyle 1} кратности {\displaystyle 2}. Выражение «кратный корень» означает, что кратность корня больше единицы.
Говорят, что многочлен имеет {\displaystyle n} корней без учёта кратности, если каждый его корень учитывается при подсчёте один раз. Если же каждый корень учитывается количество раз, равное его кратности, то говорят, что подсчёт ведётся с учётом кратности.

## Свойства
- Количество корней многочлена с учётом кратности не меньше, чем без учёта кратности.
- Число корней многочлена степени {\displaystyle n} не превышает {\displaystyle n} даже в том случае, если кратные корни считать с учётом кратности.
- Всякий многочлен {\displaystyle p(x)} с комплексными коэффициентами имеет по крайней мере один комплексный корень (основная теорема алгебры).
  - Аналогичное утверждение верно для любого алгебраически замкнутого поля на месте поля комплексных чисел (по определению).
  - Более того, многочлен с вещественными коэффициентами {\displaystyle p(x)} можно записать в виде

{\displaystyle p(x)=a(x-c_{1})(x-c_{2})\ldots (x-c_{n}),}
где {\displaystyle c_{1},c_{2},\ldots ,c_{n}} — (в общем случае комплексные) корни многочлена {\displaystyle p(x)}, возможно с повторениями, при этом если среди корней {\displaystyle c_{1},c_{2},\ldots ,c_{n}} многочлена {\displaystyle p(x)} встречаются равные, то их общее значение называется кратным корнем, а количество — кратностью этого корня.
- Число комплексных корней многочлена с комплексными коэффициентами степени {\displaystyle n} с учётом кратности равно {\displaystyle n}. При этом все чисто комплексные корни (если они есть) многочлена с вещественными коэффициентами можно разбить на пары сопряжённых одинаковой кратности. Таким образом, многочлен четной степени с вещественными коэффициентами может иметь с учётом кратности только чётное число вещественных корней, а нечётной — только нечётное.
- Корни многочлена связаны с его коэффициентами формулами Виета.

## Нахождение корней
Способ нахождения корней линейных и квадратичных многочленов в общем виде, то есть способ решения линейных и квадратных уравнений, был известен ещё в древнем мире. Поиски формулы для точного решения общего уравнения третьей степени продолжались долгое время, пока не увенчались успехом в первой половине XVI века в трудах Сципиона дель Ферро, Никколо Тарталья и Джероламо Кардано. Формулы для корней квадратных и кубических уравнений позволили сравнительно легко получить формулы для корней уравнения четвертой степени.
То, что корни общего уравнения пятой степени и выше не выражаются при помощи рациональных функций и радикалов от коэффициентов (то есть то, что сами уравнения не являются разрешимыми в радикалах), было доказано норвежским математиком Нильсом Абелем в 1826 году. Это совсем не означает, что корни такого уравнения не могут быть найдены. Во-первых, при некоторых особых комбинациях коэффициентов корни уравнения всё же могут быть определены (см., например, возвратное уравнение). Во-вторых, существуют формулы для корней уравнений 5-й степени и выше, использующие специальные функции — эллиптические или гипергеометрические (см., например, корень Бринга).
В случае, если все коэффициенты многочлена рациональны, то нахождение его корней приводится к нахождению корней многочлена с целыми коэффициентами. Для рациональных корней таких многочленов существуют алгоритмы нахождения перебором кандидатов с использованием схемы Горнера, причем при нахождении целых корней перебор может быть существенно уменьшен приемом чистки корней. Также в этом случае можно использовать полиномиальный LLL -алгоритм.
Для приблизительного нахождения (с любой требуемой точностью) вещественных корней многочлена с вещественными коэффициентами используются итерационные методы, например, метод секущих, метод бисекции, метод Ньютона, Метод Лобачевского — Греффе. Количество вещественных корней многочлена на интервале может быть определено при помощи теоремы Штурма.